# Kostel Umučení svatého Jana Křtitele (Žumberk)
Kostel Umučení svatého Jana Křtitele (uváděn též jako kostel Stětí svatého Jana Křtitele) je gotický římskokatolický chrám ve vesnici Žumberk, části obce Žár v okrese České Budějovice. Je filiálním kostelem farnosti Nové Hrady v jižních Čechách a před rokem 1988 byl zapsán na seznam kulturních památek s rejstříkovým číslem 23008/3-624.
Jižně od kostela se nacházel hřbitov, jehož plocha je i s ohradní zdí s bránami také památkově chráněna. Chrám byl součástí areálu, který byl původně obehnán opevněním nedaleké žumberské tvrze, přímo u kostela se nachází jedna ze zachovaných bašt.

## Historie

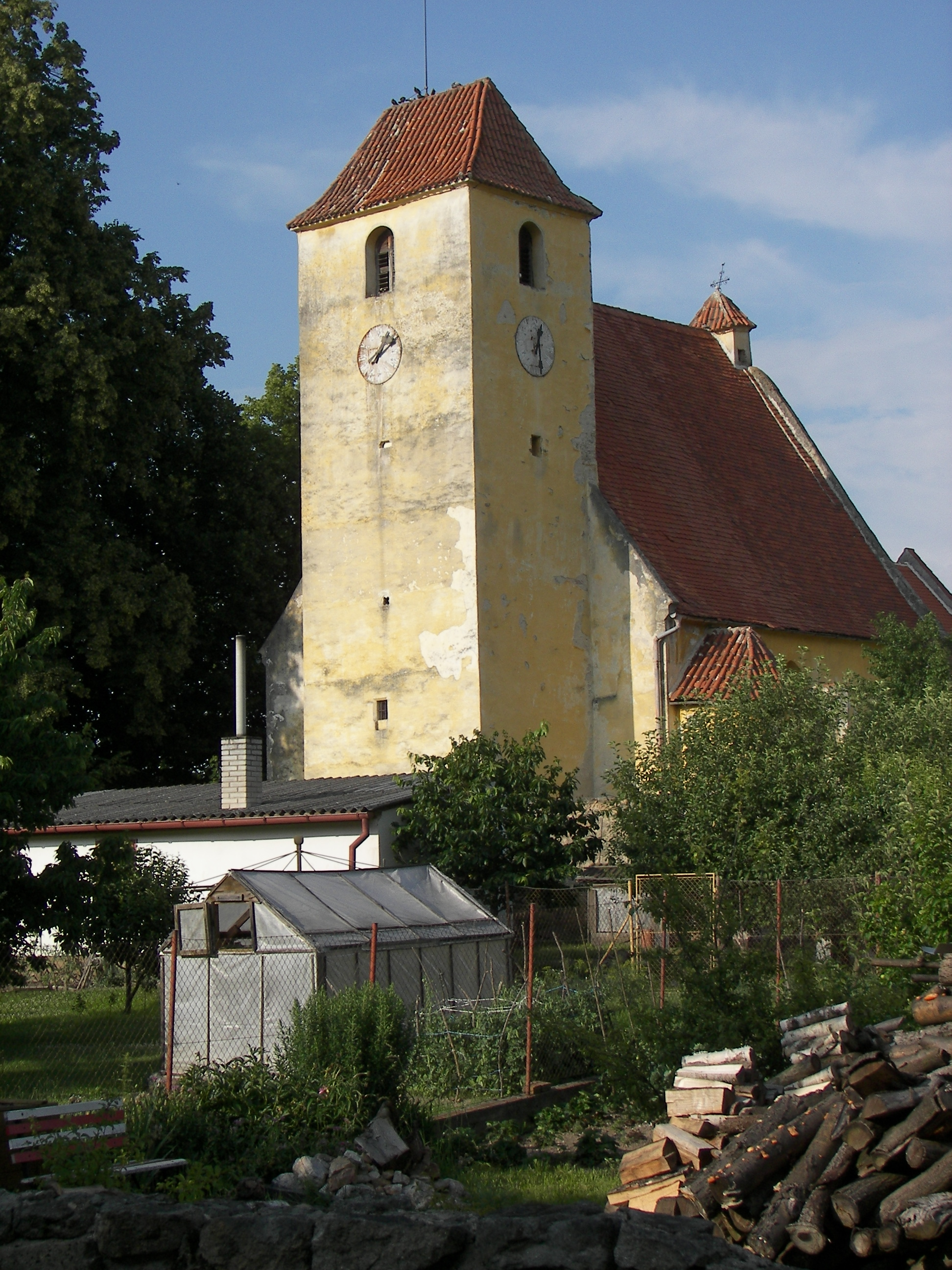
Kostel Umučení svatého Jana Křtitele

Raně gotický kostel v Žumberku je poprvé doložen v roce 1332. Zřejmě na přelomu 14. a 15. století byl postaven nový presbytář s křížovou klenbou, který je dochován jako nejstarší část chrámu; o něco později byla k němu přistavěna sakristie. Kostel byl v roce 1422 vypálen husity, jeho obnova a pozdně gotická přestavba byla zahájena v roce 1455. Původně plochostropá loď s dřevěným trámovým stropem byla na konci 15. století (asi po roce 1485) nahrazena síňovým trojlodím, k němuž byla na západní straně postavena hranolová věž se vstupním portálem, na jižní straně vznikl hlavní vstupní portál, nová předsíň a šnekové schodiště na novou kruchtu. Zřejmě mezi lety 1500–1510 byla z kapacitních důvodů přistavěna na severní straně (směrem k návsi) další loď, takže kostel dosáhl podoby síňového čtyřlodí se síťovou klenbou na devíti polygonálních pilířích, v níž se dochoval dodnes.
V roce 1873 shořela střecha kostela, byla však brzo obnovena. Na to navázaly úpravy interiéru v letech 1875–1881, zakoupeny byly novogotické oltáře (hlavní a dva vedlejší) a kazatelna. Na konci 19. století bylo zrušeno šnekové schodiště na kruchtu a zřízeno nové rovné u jižní stěny.
V letech 2005 až 2013 byl kostel rekonstruován, byl mimo jiné opraven krov, vyměněna střecha, částečně opravena vnější fasáda a bylo provedeno odvodnění a odvlhčení zdiva. Rekonstrukce byla částečně hrazena z financí odsunutých sudetských Němců, částečně z dotací České republiky, Jihočeského kraje a z příspěvků hornorakouské vlády, obce Žár a augsburského biskupství.
Z kostela původně pochází renesanční malovaný epitaf Jindřicha Pouzara z Michnic, majitele žumberské tvrze, z roku 1600. V interiéru se kromě novogotického vybavení nachází dva náhrobní kameny z 16. a 17. století (Jindřicha Pouzara a jeho nemanželského syna Erazima), kamenná křtitelnice z 18. století, varhany z roku 1909 a hodinový stroj ve věži z roku 1907. Cenné jsou pozdně gotické a manýristické fresky nacházející se v presbytáři i v lodi.

## Popis stavby

### Exteriér
Budova je kamenná, omítaná, postavena v gotickém slohu na místě bývalého hřbitova na mírném návrší.
Sestává z presbytáře obdélného půdorysu, ze severní strany navazuje sakristie. K obdélnému presbytáři přiléhá stejnolodní čtyřlodí. K západnímu průčelí je připojena věž, k jižnímu přiléhá malá předsíň se schodištěm na kruchtu.
Zdi mají nízkou trnož se skosenou vrchní hranou, ukončeny jsou kamennou deskovou římsou, která je podepřena šikmými konzolami na nárožích.
Věž je hranolová o čtyřech patrech. V prvním má malé hranaté okno, ve druhém okénko ve tvaru střílny, ve třetím okénko ve tvaru čtyřlistu a ve čtvrtém čtyři větší, půlkruhově zaklenutá okna, pod nimiž jsou hodiny. Věž má stanovou střechu s prejzovou krytinou.
Na ose hřebene proti věži je malá vížka – sanktusník se dvěma čtvercovými okénky z jihu, z východu a ze západu s okénkem jedním. Stejně jako věž má prejzovou krytinou.
Nad loďmi je sedlová střecha, stejně jako nad kněžištěm a sakristií, přičemž nad loďmi má hřeben vyšší úroveň.
Všechny vchody mají žulové ostění. Hlavní vchod s půlkruhově profilovaným ostěním vede ze západu do věže. Stejný je i vchod z věže do lodi. Z jižní strany vede do kostela vchod z předsíňky do lodi o profilovaném ostění z válečku a hruškovce uložen na trnoží s diamantovým řezem. Vstup je řešen jako sedlový portál. Do sakristie vede vstup s rovným nadpražím, nad nímž je římsa podepřena šikmými konzolkami.

Okna ve zdi jsou tvořena lomeným obloukem, dříve bývala zdobena kružbou. Dnes můžeme najít stopy kružeb u náběhu oblouků. 

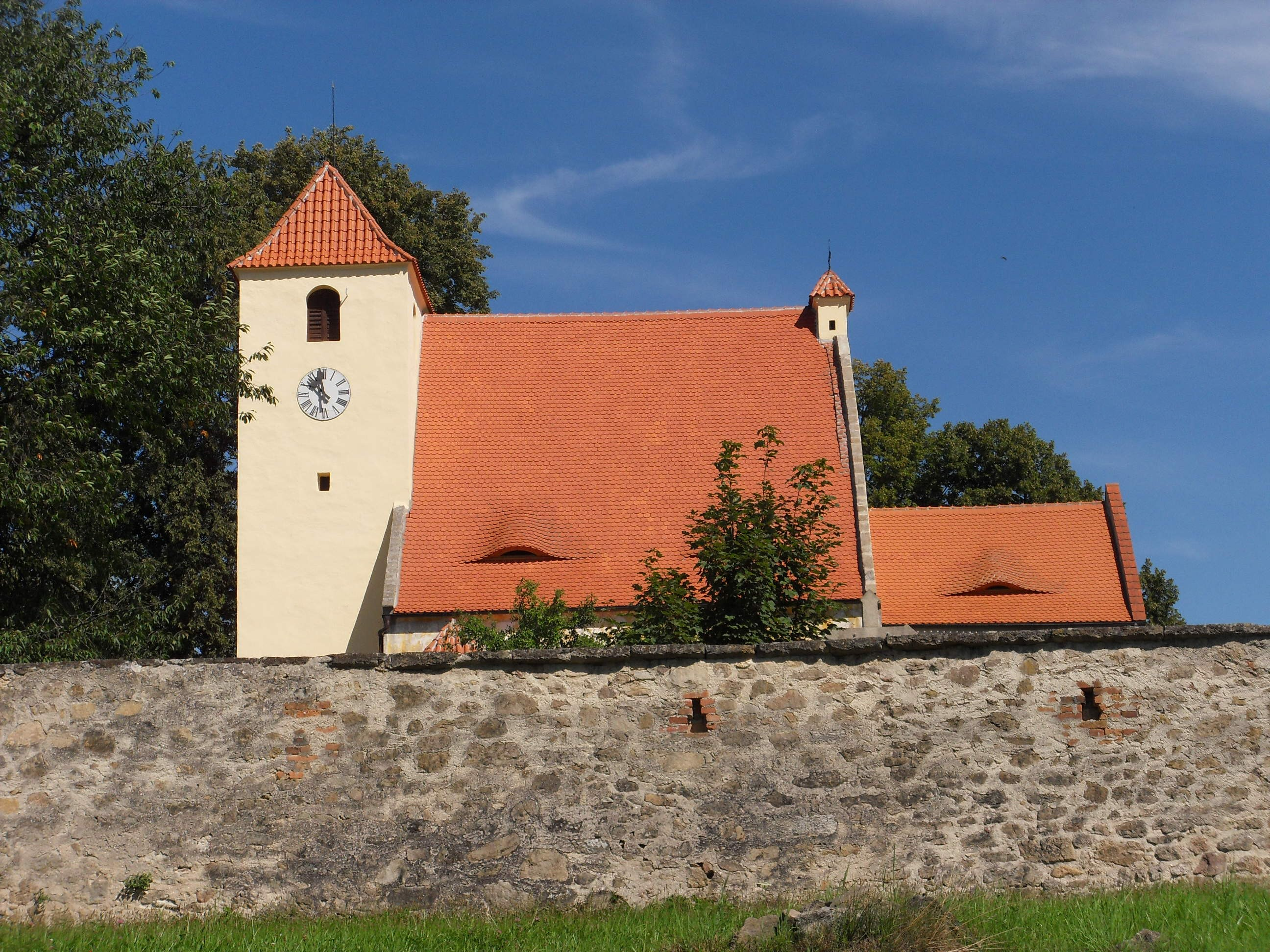
Severní pohled
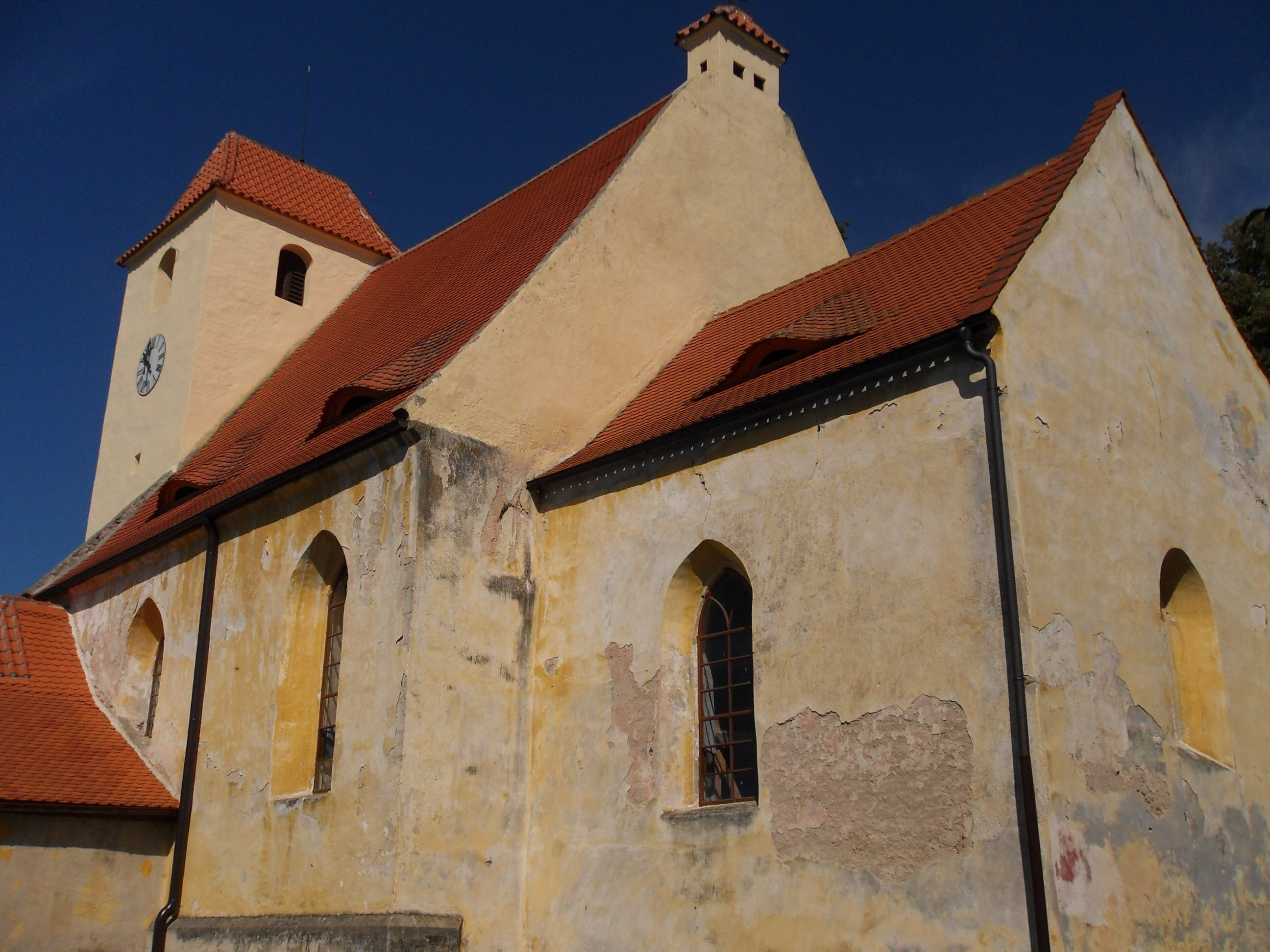
Severozápadní pohled
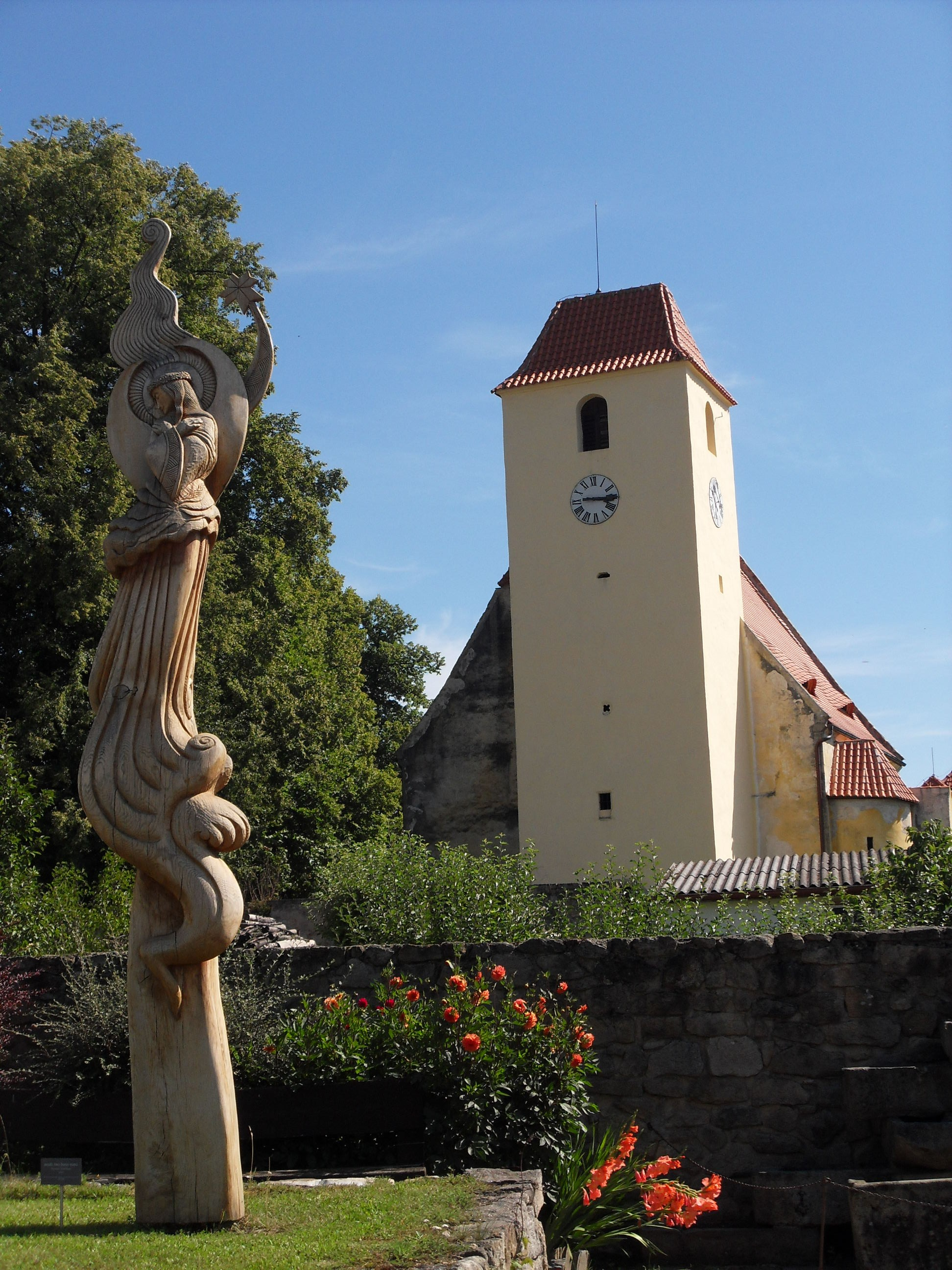
Východní pohled
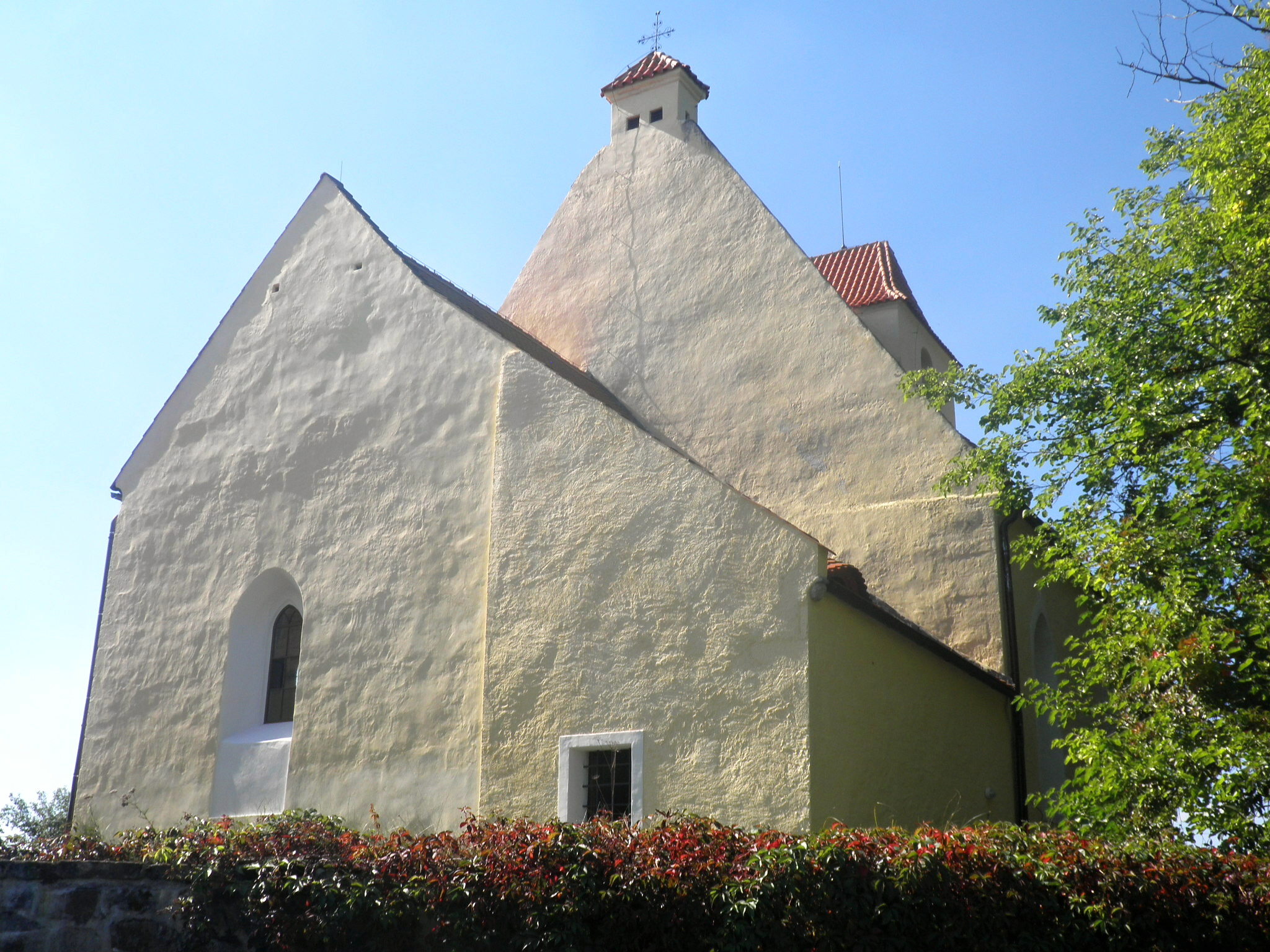
Západní pohled
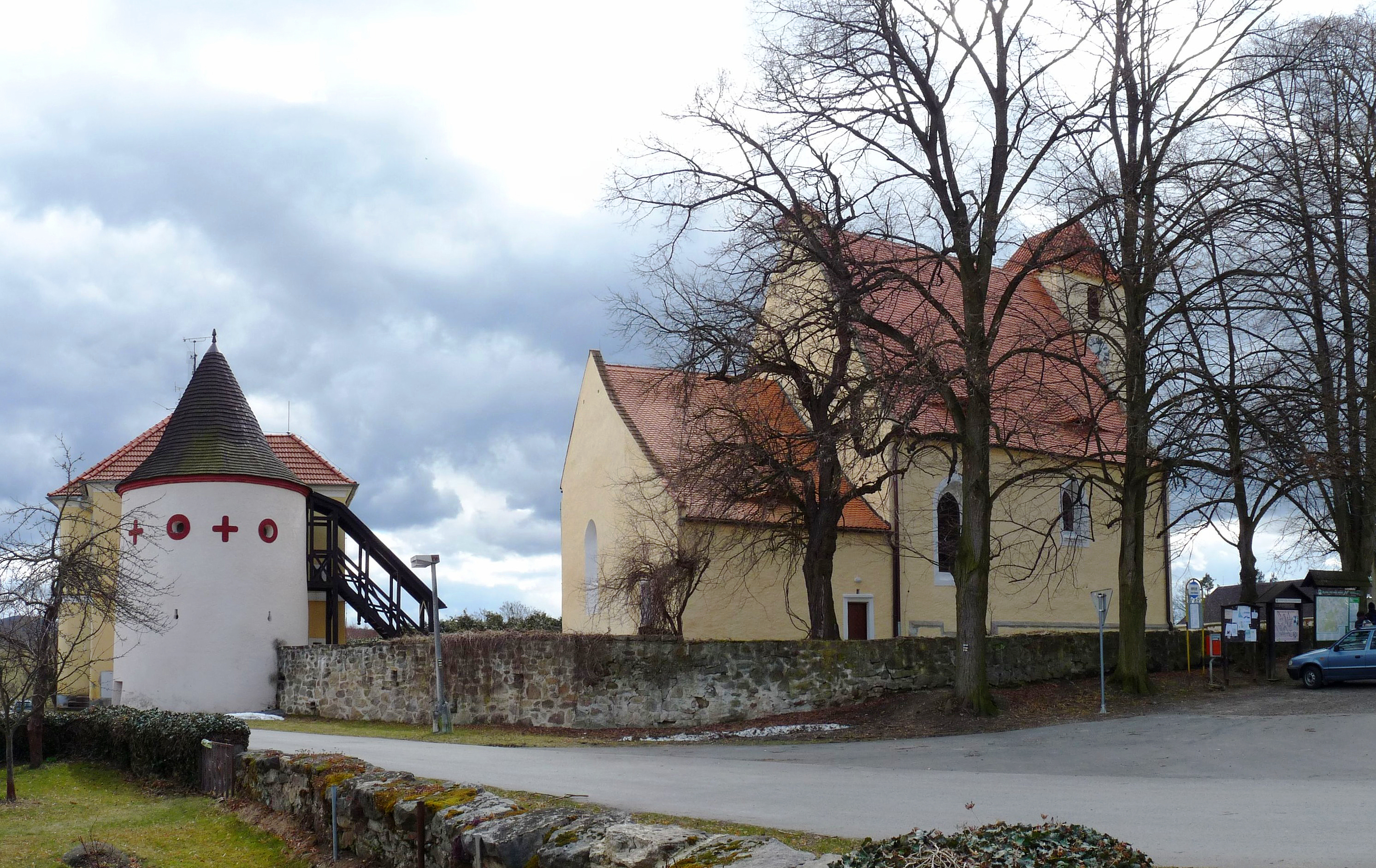
Jihozápadní pohled

### Interiér
Kněžiště má půdorysný tvar obdélníku o stranách 5 a 6 metrů dlouhých, je zaklenuto do jednoho pole křížové klenby s jednoduše profilovanými žulovými žebry, která vedou od dlažby v koutech zdí a protínají se ve výšce 6,5 metru v terčovém svorníku, jenž je ozdobený plochou pětilistou rožmberskou růží.
Kněžiště a lodě dělí vítězný lomený oblouk v téměř metr silné zdi. Jak již bylo uvedeno, kostel sestává ze čtyřlodí, které je na půdoryse téměř čtvercové (strany 11,7m a 11,3m). Obě střední lodě jsou 3,15m široké, severní 2,65m a jižní 2,75m. Osa kněžiště je téměř shodná s osou druhé lodi od jihu.
Lodě jsou na délku děleny do třech polí dvěma řadami osmibokých, 50 cm silných pilířů z žuly. Pilířů je v kostele šest, stojí na trnožích vysokých 90 cm. Klenba nad loděmi je síťová parléřovského svatovítského typu, žebra mají pozdně gotickou profilaci a vystupují z jednoduchých hlavic pilířů a střídavě se sbíhají v terčových svornících ve výšce 7,50 m nad podlahou. Na zdech jsou žebra ukončena do polygonální konzoly.
Kruchta se rozpíná v celé šíři kostela v západních polích. Je nesena čtyřmi lomenými oblouky, které se opírají o pilíře. Prostor pod kruchtou je zaklenut síťovou klenbou s žebry s podobnou profilací jako na klenbě nad loděmi. Žebra se potkávají ve 22 terčových svornících.
Předsíň pod věží je zaklenuta opět síťovou klenbou, avšak s cihelnými žebry, jež se protínají ve 4 svornících.
Předsíň na jižní straně kostela má křížovou klenbu bez žeber, jsou viditelné pouze hrany, vystouplé v omítce o 8 cm.
Sakristie je obdélníkového tvaru, 3,5 m široká a 6,5 m dlouhá. Zaklenuta dvěma poli křížových kleneb s žebry stejně profilovanými jako v kněžišti, jsou zde 2 terčové svorníky.
Všechna žebra, pilíře i portály jsou omítnuty a natřeny barvou.

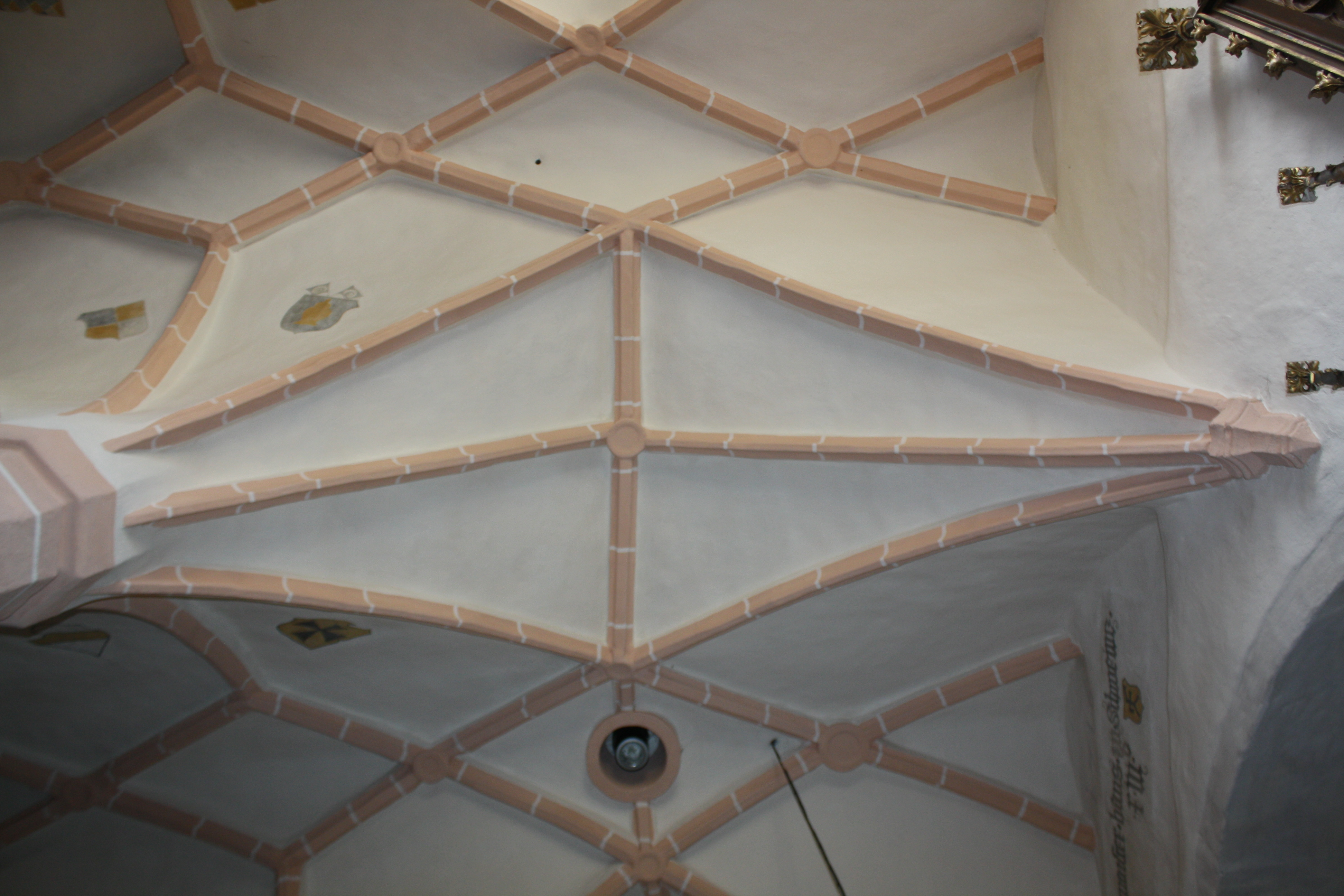
Pohled na klebu
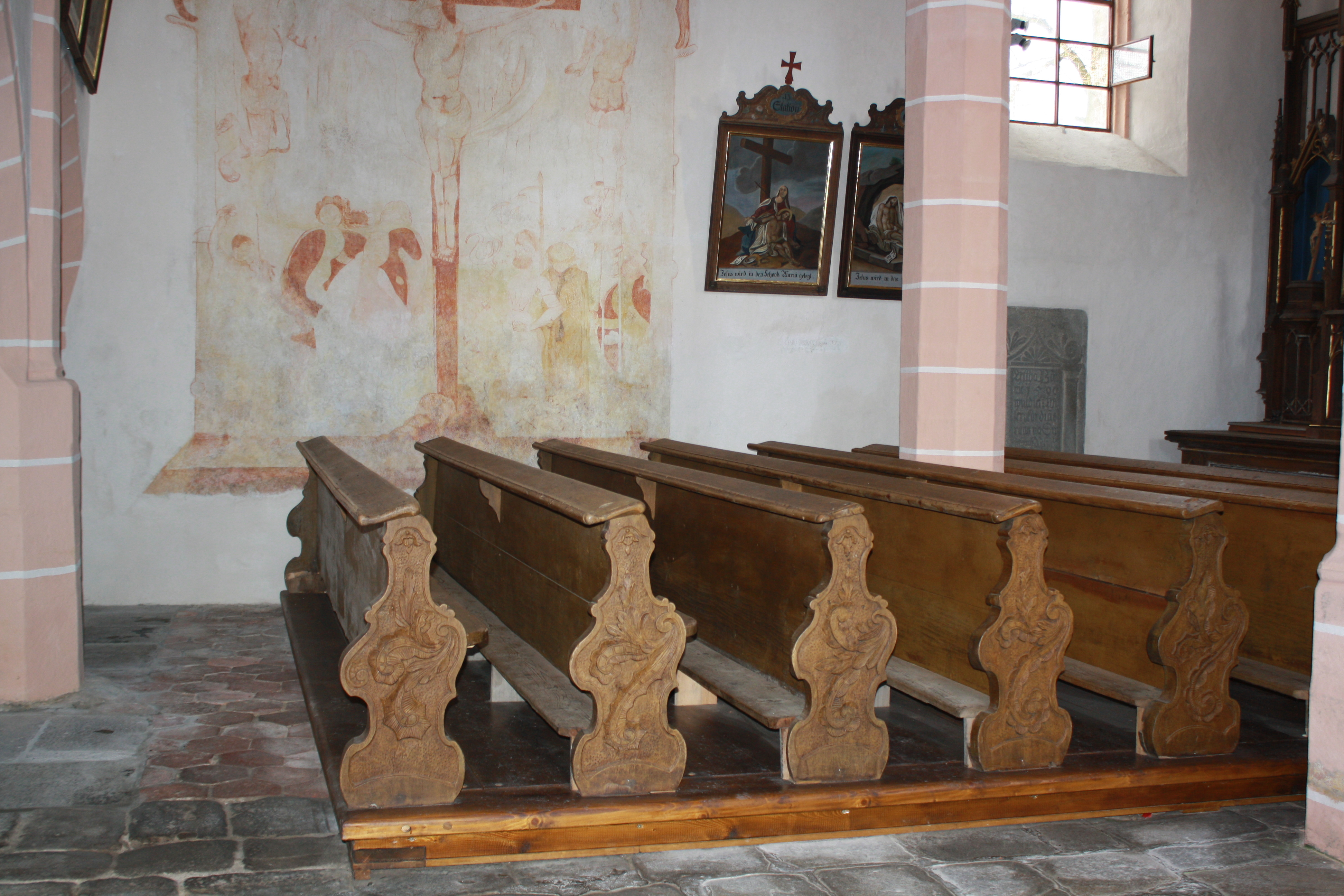
Lavice a nástěnné malby
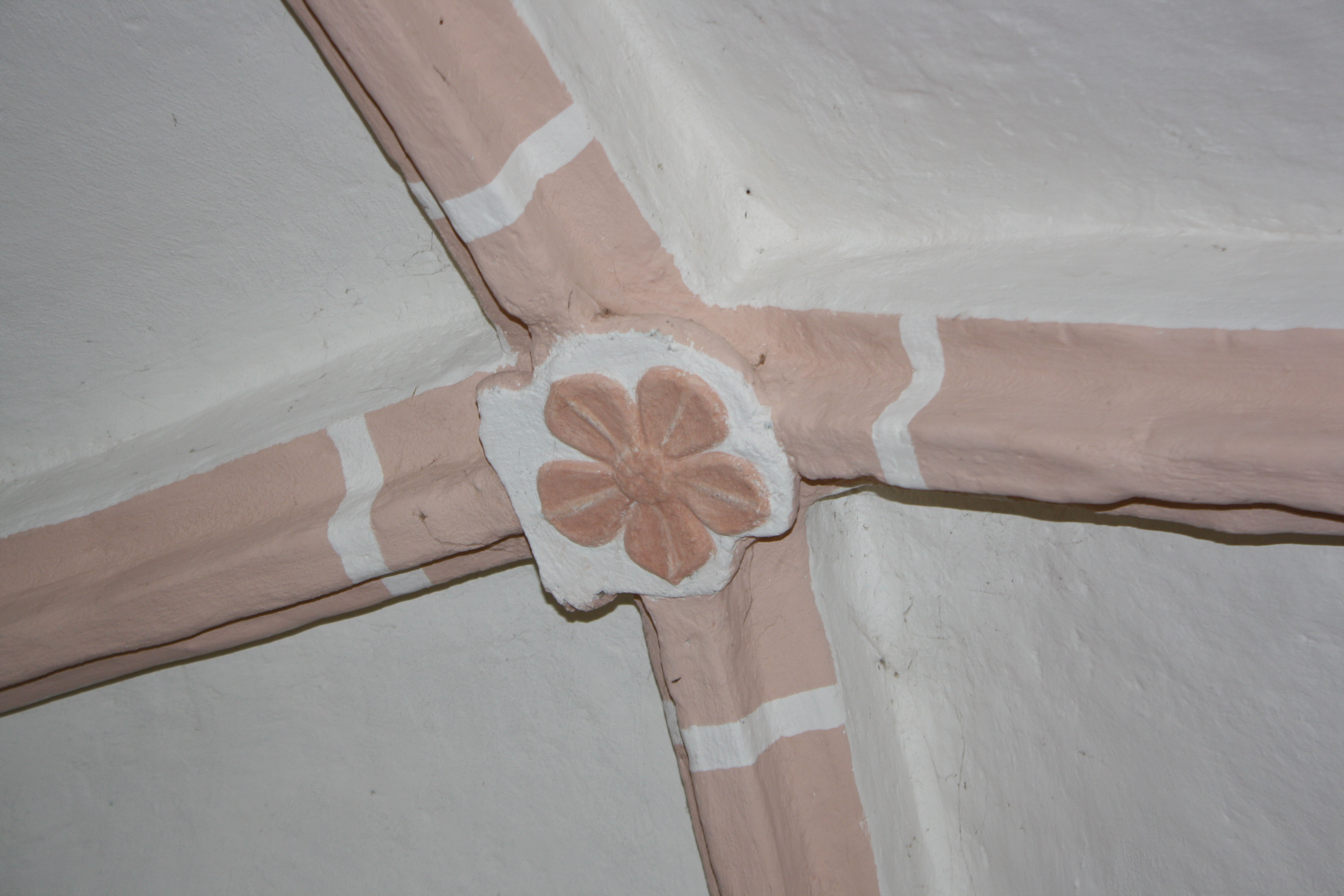
Terčový svorník s Rožmberskou růží
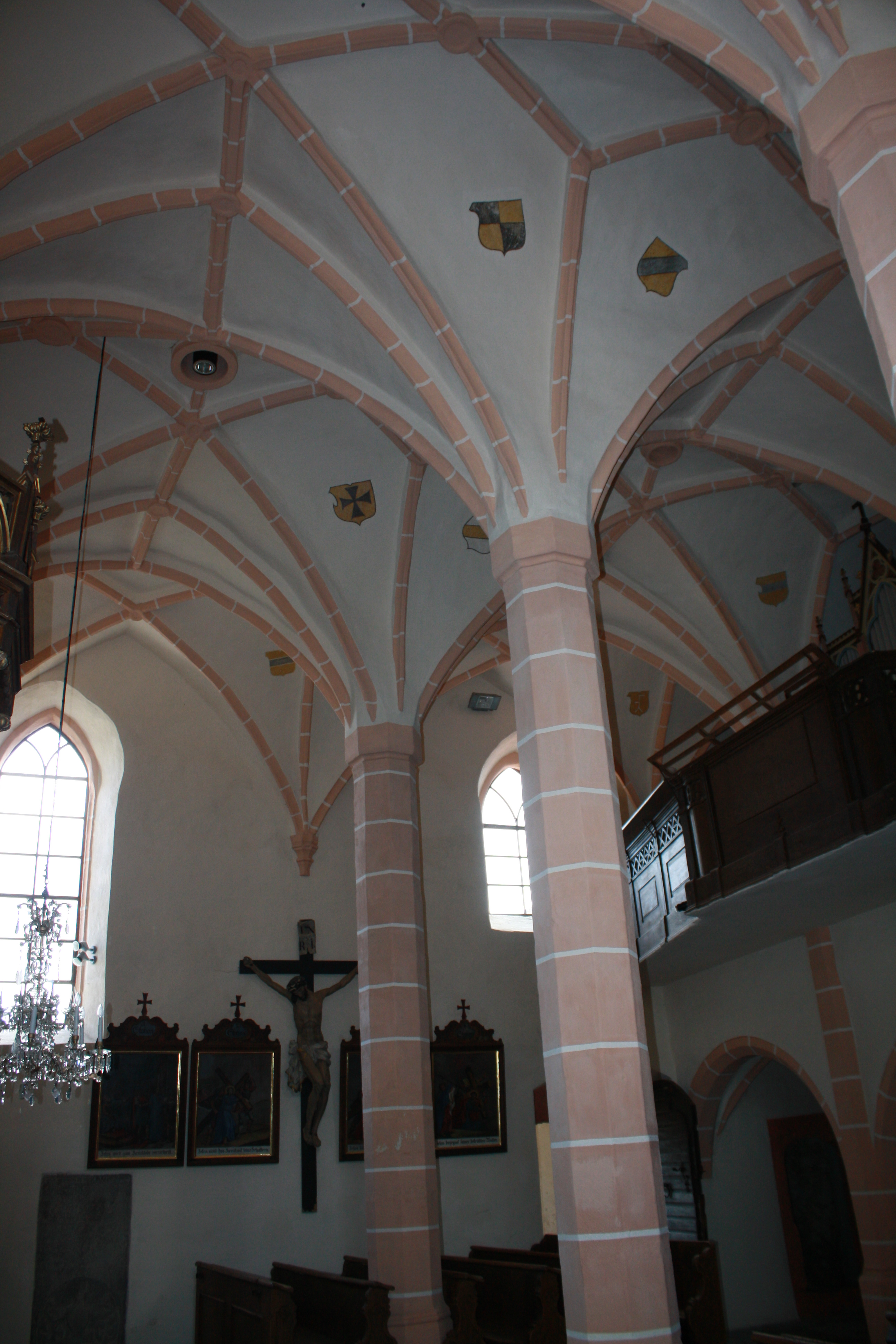
Pilíř v lodi
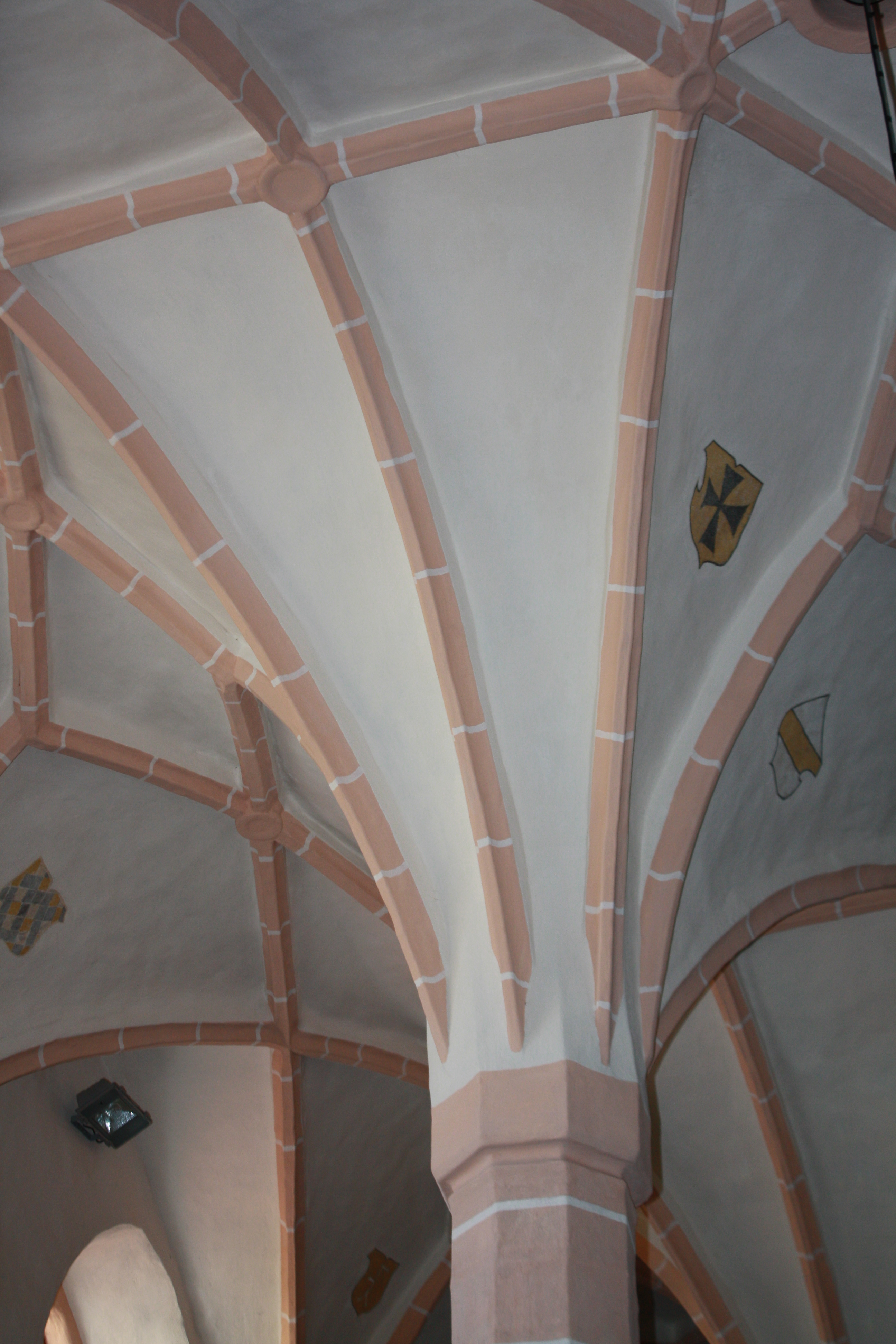
Detail náběhů žeber
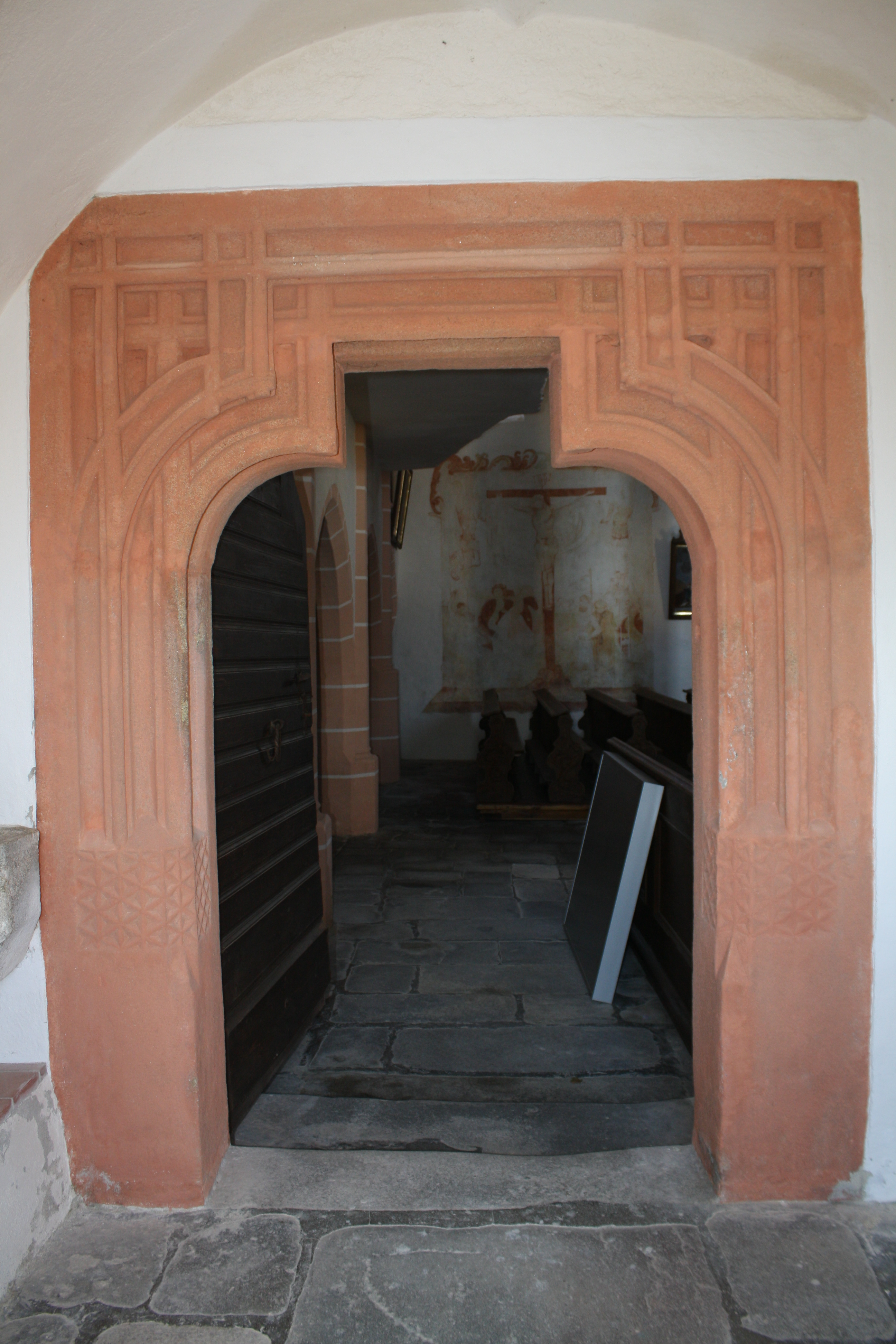
Sedlový portál z předsíně do lodi

### Zařízení
Zařízení gotického stylu pochází z poslední opravy.
V kostele jsou tři oltáře. Jeden hlavní (s obrazem stětí sv. Jana Křtitele) a dva boční (severní s obrazem sv. Jana Nepomuckého, jižní s obrazem sv. Rodiny). Oltáře jsou dřevěné, nijak výjimečné. Obdobnou hodnotu má i kazatelna, také dřevěná, s obrazy na podprsníku. V kostele je 24 lavic z 18. století, které jsou zdobené barokními ornamentálními řezbami na postranních čelech, nové monstrance v gotickém stylu, varhany, také nové, a také v gotickém stylu.
Dále zde nalezneme 4 náhrobníky. První, žulový, velký 84x193 cm, je zazděn v severní zdi lodi, zdobený dvěma toskánskými pilastry. Druhý, taky žulový, 80x175 cm s renesančním znakem; je to náhrobní kámen Agnes Kolichreiter von Cernoduben, manželky Theobalda Hocka. Třetí je z růžového mramoru, 90 x 210 cm, umístěn v dlažbě předsíně, zdobený velkým křížem uprostřed a dvěma malými kříži po stranách. Poslední náhrobek visí v sakristii, malován na lipovém dřevě vyobrazuje rytíře, který klečí se sepjatýma rukama, vedle něho je osedlaný kůň, na druhé straně anděl ukazující na krucifix a pod ním je kostlivec. V levém dolním rohu je nápis: "Tuto leží pochowan Urozeny a Statecžny Ritiř Pan Gindřich Pauzar z Michnicz. Pan na Šumbercze. Umřel 1600."
Dříve byly v kostelní věži také 4 zvony.[zdroj?] Dochovaný je zvon z roku 1574, dílo zvonaře Pavla z Freistadtu, který pocházel z Velkého Meziříčí; zvon má průměr 63,5 cm.

### Nástěnné malby
Nástěnné malby v interiéru byly objeveny roku 2004 při restaurátorském průzkumu.
Na jižní straně kněžiště jsou malby představující Příjezd a Klanění tří králů a obraz sv. Zikmunda. Vyobrazuje se zde stylizovaná iluzivní architektura s vysokou věžní bránou, ze které vyjíždějí tři koně, přičemž jednoho z nich vede blíže neurčená osoba. Vpravo na obraze se nacházejí tři králové s orientálně stylizovanými korunami, sedící Madona s dítětem a později domalovaný sv. Zikmund.
Nástěnná malba na východní stěně lodi je v obdélném obrazovém poli, orámovaném úzkým červeným pásem, zobrazuje dvě světice a dva donátory, kteří byli identifikováni dnes již nezřetelným erbem. Malba se zachovala ve fragmentárním stavu se značně oslabenou barevnou vrstvou.
Malba ze 16. století na severní stěně čtyřlodí ukazuje mnohofigurové Ukřižování s Kristem, který je na kříži v centru kompozice, další ukřižovaní lotři jsou po stranách. Okolo centrálního kříže s Kristem je vyobrazena skupina osob v dobových oděvech.
Pro dataci stavby kostela významná malba se zachovala na klenbě čtyřlodí a na západní straně vítězného oblouku. Je to pamětní nápis označující vedoucího kamenického mistra, rok dokončení přestavby kostela a znakový štít s mistrovskou značkou.
Dalšími malbami jsou erby, je jich přesně 26 a jsou vyobrazeny ve střední části klenutí na lících klenebních výsečí ve třech řadách mezi jižní a severní stěnou kostela. Výjimkou symetrického rozložení jsou dva erby ve dvou výsečích u východní stěny severní lodi. Mezi malbami najdeme i 5 erbů, které reprezentují rod Rožmberků.
Poslední malířskou výzdobou jsou dva renesanční nápisové a erbovní medailonky s biblickými citáty. Jeden se nachází nad vstupem do chóru a druhý je na jeho západní stěně v severozápadním klenebním poli. V jednom z těchto medailonů jsou erby Theobalda Hocka a jeho manželky.